# Río Grande de Santiago
Il Río Grande de Santiago è un fiume del Messico centrale, che scorre negli stati di Jalisco e Nayarit. Ha una lunghezza di 443 km e un bacino di 125000 km². Ha una portata media di 380 m³/s.
Nasce dal lago di Chapala ad un'altitudine di 1524 m e sfocia nell'Oceano Pacifico.
Scorrendo attraverso le gole della Sierra Madre Occidentale, forma numerose cascate e rapide.
Tra il 2004 e il 2007, lungo il suo corso è stata costruita la diga di El Cajon, 60 km a valle della quale si trova un'altra diga, quella di Aguamilpa, costruita nel 1997. L'ultima diga ad essere stata messa in funzione, il 6 novembre 2012, è la più alta, quella di La Esca.